# Санктпетербургски научен център на РАН
Санктпетербургският научен център на РАН (на руски: Санкт-Петербургский научный центр РАН) е обединение на научни организации в състава на Руската академия на науките, разположени в Санкт Петербург и Ленинградска област.
Центърът е създаден през 1984 година, а от 1989 година се ръководи от Жорес Алфьоров. В него са включени над 60 организации с общо 13 хиляди служители, сред които около 5 700 научни сътрудници.